# 76310 Kurczewski
76310 Kurczewski è un asteroide della fascia principale. Scoperto nel 2000, presenta un'orbita caratterizzata da un semiasse maggiore pari a 2,691897 UA e da un'eccentricità di 0,120992, inclinata di 10,951100° rispetto all'eclittica.
Erik Kurczewski è stato per tutta la vita un astronomo dilettante, un cacciatore di eclissi, un osservatore di comete e un convinto sostenitore dell'International Dark Skies Association. Contribuì all'approvazione della legge sull'inquinamento luminoso nel New Jersey negli anni '90.